# 디아데모돈과
디아데모돈과(Diademodontidae)는 트라이아스기 중기 아프리카에서 살았던 키노돈트 분류군 중 하나이다. 디아데모트과에는 디아데모돈, 티타노곰포돈이 있다. 임피덴스속도 디아데모돈과에 분류되었으나 나중에 트리라코돈과에 분류되었다.